# أولاد الصغير (أولاد سي احساين)
أولاد الصغير هو دُوَّار يقع بجماعة سيدي احساين بن عبد الرحمان، إقليم الجديدة، جهة الدار البيضاء سطات في المملكة المغربية. ينتمي الدوّار لمشيخة أولاد سي احساين التي تضم 15 دوار. يقدر عدد سكانه بـ 78 نسمة حسب الإحصاء الرسمي للسكان والسكنى لسنة 2004.

## روابط خارجية
- البوابة الوطنية للجماعات الترابية
- المندوبية السامية للتخطيط